# Greenway
Una greenway (letteralmente strada verde) è un percorso chiuso al traffico a motore, indirizzato generalmente a tutte le tipologie di utenti: pedoni, ciclisti, escursionisti a cavallo, pattinatori ecc., anche se in situazioni particolari alcuni utenti possono essere esclusi. Talvolta possono essere sottostanti o affiancate a linee di trasporto multiplo come tram o metropolitana leggera.

## Terminologia
Greenway è una parola inglese composta ed è usata per definire una pista ciclo-pedonabile immersa nel verde, ma non è solo questo: con una greenway si può ottenere un tipo di turismo particolare, verde, lento, sostenibile, con la possibilità di valorizzare dei contenuti storici e culturali che si possono riscontrare lungo il percorso, altrimenti non valorizzabili.
Tom Turner ha teorizzato il termine greenway nella pubblicazione Greenways, blueways, skyways and other ways to a better London Landscape and Urban Planning, definendolo come un percorso piacevole dal punto di vista ambientale. Lo stesso termine è stato poi utilizzato nella Dichiarazione di Lilla approvata nel settembre 2000, sulla quale si baserà la futura grande rete europea.
Il primo storico teorizzatore delle greenway, fu Frederick Law Olmsted, architetto paesaggista della seconda metà del XIX secolo.

## Caratteristiche
Il tracciato può essere disegnato su un terreno vergine, ma di solito è la ristrutturazione di qualcosa già esistente come: sentieri naturali, linee ferroviarie dismesse, alzaie dei fiumi, strade di campagna o declassate e in rari casi anche strade statali.
Alcune greenway attraversano parchi pubblici o parchi paesaggistici, lungo questi percorsi deve essere introdotta, mantenuta o incrementata la vegetazione dove eventualmente sia carente.
Si può intendere come greenway anche un percorso al di fuori delle aree urbane e carente di vegetazione e la percorrenza può essere anche contigua alle arterie stradali consentendo il pendolarismo urbano in bicicletta e a piedi, il tutto però implica anche un uso ricreativo rispetto ad una tipica strada.
Le zone in cui sono più diffuse le greenway sono Nord America ed Europa del Nord.

### Scopi di unagreenway
Una greenway serve a valorizzare il territorio e a rendere utilizzabili delle arterie riqualificandole per adeguarle alle seguenti caratteristiche, codificate a livello mondiale:
- la sicurezza, in quanto sono percorsi fisicamente separati dalla rete stradale ordinaria dedicati esclusivamente a utenti non motorizzati;
- l'accessibilità, per tutte le tipologie di utenti con diverse caratteristiche e abilità (bambini, anziani ecc.);
- la circolazione dolce, legata ad esempio alle pendenze moderate, che consente di fruire "lentamente" i percorsi offrendo un diverso punto di vista sui paesaggi circostanti;
- la multiutenza, in quanto le greenway sono generalmente percorsi aperti a tutte le tipologie di utenti (pedoni, ciclisti, escursionisti a cavallo ecc.), anche se in situazioni particolari alcuni utenti possono essere esclusi;
- il recupero di infrastrutture e strutture esistenti, quali sentieri, strade storiche, alzaie, linee ferroviarie dismesse, strade rurali minori ecc., per la realizzazione dei percorsi e delle strutture di servizio (luoghi di sosta e ristoro, punti informativi ecc.);
- l'integrazione con l'ambiente naturale, che permette alle greenways di offrire un accesso rispettoso alle aree di particolare pregio naturale e svolgere un'importante funzione educativa consentendo una conoscenza e una fruizione sostenibile del territorio.

## Greenwaynel mondo
Possiamo trovare una rete di percorsi codificati con le caratteristiche delle greenway in molti paesi del mondo:
- in Canada la Trans Canada Trail
- negli Stati Uniti d'America la East Coast Greenway
- in Australia la Gold Coast Oceanway
- in Spagna la Vie Verdes
- in Europa in genere l'EuroVelo e le European Greenways Association
- in Italia le vie verdi[1]

## I progetti italiani

### GreenwayMilano-Varzi
Un progetto recente è la realizzazione di una pista ciclabile che colleghi Milano a Varzi; la prima parte, cioè Milano-Pavia, è già stata realizzata diverso tempo fa.
Il progetto prevede di collegare Pavia a Voghera, Voghera a Rivanazzano e infine Rivanazzano a Varzi. Per il tratto finale si è proposto di utilizzare il percorso della ex ferrovia Voghera-Varzi, già privato dei binari, abbastanza regolare e che eviterebbe di far passare la pista ciclabile vicino alla provinciale diretta a Varzi. Nel 2014 è stato inaugurato il tratto tra Voghera e Salice Terme. Nel 2021 è stato inaugurato il tratto che da Salice Terme arriva fino a 2 km a valle di Varzi.

### GreenwaySanto Stefano di Magra-Sarzana
Il progetto propone la riconversione in pista ciclabile del tratto di ferrovia dismesso che corre dalla stazione ferroviaria di Santo Stefano di Magra alla corrispondente stazione di Sarzana. Il recupero di questa infrastruttura non rappresenta soltanto la riappropriazione da parte della cittadinanza di un suolo da anni abbandonato, ma anche un'importante occasione per ricucire due parti di territorio attualmente divise. Questo progetto si inserisce sia nel progetto di rete BicItalia (bicitalia.org) per quanto riguarda la Ciclovia Nazionale TI-BRE DOLCE 16 BI (Verona-Mantova-Parma-Sarzana-Pisa-Livorno), che nel progetto europeo EuroVelo. Quest'ultimo prevede che tutte le nazioni europee siano attraversate almeno da un itinerario ciclabile di qualità, e questa tratto rappresenta un nodo strategico per la fruizione dell'intera ciclovia dei Pellegrini BI3 EV5 che collega Parma a Lucca, transitando proprio lungo la ex-ferrovia. Lo stesso discorso vale ovviamente anche per TI-BRE DOLCE CICLOVIA 16 BI, che utilizzerebbe lo stesso recupero ciclabile dell'ex-ferrovia nel tratto complessivo Aulla - Santo Stefano Magra - Sarzana.

### L'Atlante di Amodo e Rete Ferroviaria Italiana
La Rete Ferroviaria Italiana, del Gruppo FS, e le 29 associazioni che compongono l'Alleanza per la Mobilità Dolce (AMODO) hanno messo a punto un atlante che comprende, oltre a ben 37 greenways, stazioni ferroviarie, ciclovie, cammini e sentieri messi in relazione con il patrimonio storico, artistico e naturalistico di tutto il territorio nazionale. Si tratta di una mappa interattiva di ricchissimo valore, utile per orientarsi su ciò che di bello ha da offrire il nostro territorio nelle vicinanze delle stazioni ferroviarie. L’Atlante della Mobilità Dolce in Italia contiene la mappatura delle oltre 3.000 stazioni ferroviarie attive, delle 28 linee ferroviarie turistiche attive o in progetto, dei circa 900 borghi delle reti appartenenti ad AMODO, dei circa 12.000 km di sentieri. E in più parchi, riserve naturali, aree marine protette, oasi WWF, 55 siti UNESCO. L’atlante intende così supportare il turismo di prossimità, slow e sostenibile.

## Ferrociclo
L'associazione ha pubblicato la prima guida per la realizzazione di un percoso di velorail in Piemonte nel zona del basso Monferrato.